# Tiszta lappal (film, 2002)
A Tiszta lappal (eredeti cím: Pure) 2002-ben bemutatott brit filmdráma, melyet Alison Hume forgatókönyvéből Gillies MacKinnon rendezett. A főszerepben  látható,  tíz éves Pault Harry Eden, Paul kábítószer-fogyasztó édesanyját Molly Parker alakítja. A film az Indican Pictures megbízásából készült, a magyar szinkront a Budapest Film készítette 2004-ben.

## Szereplők
| Szereplő                 | Színész          | Magyar hang      |
| ------------------------ | ---------------- | ---------------- |
| Paul                     | Harry Eden       | Baráth István    |
| Mel                      | Molly Parker     | Kiss Eszter      |
| Lenny                    | David Wenham     | Németh Gábor     |
| Louise                   | Keira Knightley  | Haumann Petra    |
| Lee                      | Vinnie Hunter    | Baradlay Viktor  |
| Vicki                    | Marsha Thomason  | Herczeg Adrienn  |
| Nanna                    | Geraldine McEwan |                  |
| French nyomozó felügyelő | Gary Lewis       | Schneider Zoltán |
| Helen                    | Kate Ashfield    | Ullmann Zsuzsa   |
| Abu                      | Nitin Ganatra    | Szűcs Sándor     |
| Rose                     | Tyler Smart      | Kántor Kitty     |
| nagypapa                 | Karl Johnson     | Izsóf Vilmos     |

## Díjak és jelölések
- Manfred Salzgeber díj (2003)
  - díj:legjobb rendezőnek  (Gillies MacKinnon)